# Gary Toms Empire
Gary Toms Empire was een Amerikaanse funk-, r&b- en disco-band uit New York.

## Bezetting
- Gary Toms[2] (keyboards)
- Helen Jacobs (zang)
- Rick Kenny[3] (gitaar)
- Eric Oliver[4] (trompet)
- Les Rose (saxofoon)
- John Freeman (basgitaar)

- Rick Murray[5] (drums)
- Warren Tesoro[6] (percussie)
- Butch Campbell[7] (gitaar)
- John Sussewell[8] (drums)
- Norbert Sloley[9] (basgitaar)
- Rick Aikens[10] (drums)

## Geschiedenis
De band werd opgericht door Gary Toms, die had opgetreden en getoerd tijdens de jaren 1950 met Jimmy Smith en anderen. Hun eerste opname was een versie van een compositie van de  Britse songwriter Roger Cook, die als origineel werd opgenomen als Get Up door Blue Mink op hun album Fruity (1974). De herbenoemde song 7-6-5-4-3-2-1 (Blow Your Whistle), geproduceerd door Bill Stahl en Rick Bleiweiss, werd opgenomen door Gary Toms Empire en plaatste zich in 1975 in de Billboard r&b-hitlijst (#5). De band vervolgde hun succes met een disco-versie van Drive My Car van The Beatles, een van de eerste promotionele 12" singles. Ze brachten ook een gelijknamig album uit bij P.I.P. Records, een dochteronderneming van Pickwick Records.
Gary Toms had in 1976 een bescheiden solohit met Stand Up and Shout, maar benoemde de bandnaam voor hun laatste hit Welcome to Harlem (1978, #78, r&b-hitlijst). De band bracht ook het tweede album Let's Do It Again (1978) uit bij Mercury Records en singles bij Chaz Ro en Dejon begin jaren 1980.

## Discografie

### Singles
- 1975: 7-6-5-4-3-2-1 (Blow Your Whistle)
- 1975: Drive My Car
- 1978: Welcome to Harlem

### Albums
- 1975: 7-6-5-4-3-2-1 (Blow Your Whistle)
- 1978: Let's Do It Again